# Бијанкур
Бијанкур (фр. Billancourt) насеље је и општина у североисточној Француској у региону Пикардија, у департману Сома која припада префектури Мондидје.
По подацима из 2011. године у општини је живело 175 становника, а густина насељености је износила 35,35 становника/km². Општина се простире на површини од 4,95 km². Налази се на средњој надморској висини од 88 метара (максималној 91 m, а минималној 63 m).

## Демографија
| 1962. | 1968. | 1975. | 1982. | 1990. | 1999. | 2011. |
| ----- | ----- | ----- | ----- | ----- | ----- | ----- |
| 147   | 157   | 172   | 169   | 161   | 137   | 175   |

График промене броја становника у току последњих година